# Wigginton (Hertfordshire)
Pour les articles homonymes, voir Wigginton.
Wigginton est un village et une paroisse civile du Hertfordshire, en Angleterre.

## Toponymie
Wigginton est un toponyme d'origine vieil-anglaise. Il fait référence à une ferme (tūn) liée à un homme nommé Wicga, peut-être son propriétaire. Il est attesté sous la forme Wigentone dans le Domesday Book, compilé en 1086.

## Géographie
Wigginton est un village du Hertfordshire, un comté de l'Est de l'Angleterre. Il se trouve dans l'ouest de ce comté, près de la frontière du Buckinghamshire. Les grandes villes les plus proches sont Tring, à 2 km au nord-ouest, et Berkhamsted, à 6 km à l'est.
La route A41 (en), grand axe routier entre Londres et Birkenhead, passe sur le territoire de la paroisse civile de Wigginton. Elle contourne le village par l'est et le nord. La West Coast Main Line passe juste au nord du village, les gares les plus proches étant celle de Tring (en) et celle de Berkhamsted (en).
Au Moyen Âge, Wigginton appartient au hundred de Tring (en), qui est absorbé par le hundred de Danais (en) au XVIe siècle. Après l'abandon du système des hundreds, le village est rattaché au district rural de Berkhamsted (en) de 1894 à 1974, puis au district non métropolitain de Dacorum depuis 1974.

## Démographie
Au recensement de 2011, la paroisse civile de Wigginton comptait 1 483 habitants et au recensement de 2021, elle comptait 813 habitants.
| Année | Population |
| ----- | ---------- |
| 1801  | 330        |
| 1811  | 373        |
| 1821  | 477        |
| 1831  | 536        |
| 1841  | 635        |
| 1851  | 643        |
| 1881  | 709        |
| 1891  | 707        |
| 1901  | 669        |
| 1911  | 695        |
| 1921  | 696        |
| 1931  | 750        |
| 1951  | 956        |
| 1961  | 1 184      |
| 2011  | 1 483      |
| 2021  | 813        |

## Culture locale et patrimoine
L'église paroissiale de Wigginton est dédiée à saint Barthélémy. La nef et le chancel remontent au XIIIe siècle, avec une chapelle privée ajoutée au XVe siècle pour la famille Weedon. L'architecte William White (en) procède à plusieurs ajouts entre 1857 et 1861 avant une campagne de restauration menée en 1881 par Robert Jewell Withers (en). Ce bâtiment est un monument classé de grade II* depuis 1966.
Au sud du village se trouve Champneys (en), un manoir de style Second Empire construit entre 1871 et 1874 pour Arthur Sutton Valpy (en) (1849-1909), un prélat de l'Église d'Angleterre. La baronne Emma von Rotschild, femme de Nathan Mayer Rothschild, l'achète au début du XXe siècle. Il est ultérieurement converti en établissement thermal.